# Isoetes andina
Isoetes andina là một loài dương xỉ trong họ Isoetaceae. Loài này được Spruce ex Hook. mô tả khoa học đầu tiên năm 1861.